# Перес, Фернандо
Ферна́ндо Пе́рес Вальде́с (исп. Fernando Pérez Valdés,  19 ноября 1944, Гавана) — кубинский кинорежиссёр, наиболее известный благодаря фильму «Гаванская сюита».
Окончил факультет искусств и литературы Гаванского университета, карьеру в киноиндустрии начал с 1971 года, работая ассистентом режиссёра. В 1975 году Перес снял свой первый документальный фильм. Определенную известность режиссёру принес художественный фильм Clandestinos (1987), но международное признание он получил с выходом в 1994 году фильма «Мадагаскар». Две другие его ленты получили множество наград на международных кинофестивалях разных лет: «Жизнь — это свист» (исп. La Vida es Silbar, 1998) и «Гаванская сюита» (исп. Suite Habana, 2003). Ему принадлежат также игровой фильм «Мадригал» (исп. Madrigal) (2007), историческая драма «Хосе Марти»(исп. José Martí: el ojo del canario, 2010).

## Фильмы

### Полнометражные
- Insoumises (2018)
- Insumisa (2018)
- Últimos días en La Habana (2016)
- La pared de las palabras (2014)
- José Martí: el ojo del canario (2010)
- Madrigal (2007)
- Suite Habana (2003)
- La vida es silbar (1998)
- Madagascar (1995)
- Hello Hemingway (1990)
- Clandestinos (1987)

### Короткометражные
- Omara (1983)
- Siembro viento en mi ciudad (1978)